# Synute pulchella
Synute pulchella és una espècie d'esponja calcària, marina i amb espícules formades per carbonat de calci. L'esponja és l'única espècie del gènere Synute, de la família Grantiidae. El nom científic de l'espècie va ser publicat per primera vegada el 1892 per Arthur Dendy.